# Arisaema erubescens
Arisaema erubescens är en kallaväxtart som först beskrevs av Nathaniel Wallich, och fick sitt nu gällande namn av Heinrich Wilhelm Schott. Arisaema erubescens ingår i släktet Arisaema och familjen kallaväxter. Inga underarter finns listade.